# Olvan
Olvan è un comune spagnolo situato nella comunità autonoma della Catalogna.